# Meaghan Benfeito
Meaghan Benfeito (* 2. März 1989 in Montreal) ist eine kanadische Wasserspringerin. Sie startet sowohl im Kunstspringen vom 1-m- und 3-m-Brett als auch im 10-m-Turmspringen. In 3-m-Synchronwettbewerben springt sie mit Jennifer Abel, in 10-m-Synchronwettbewerben mit Roseline Filion. Sie wird von Cesar Henderson trainiert.
Benfeito nahm an den Olympischen Spielen 2008 in Peking teil. Im 10-m-Synchronspringen wurde sie mit Filion Siebte. Bei der Weltmeisterschaft 2005 in Montreal gewann sie mit Filion im 10-m-Synchronwettbewerb die Bronzemedaille. 2007 in Melbourne und 2009 in Rom wurde das Duo jeweils Vierter, 2011 in Shanghai Siebter. 2009 und 2011 wurde Benfeito zudem auch vom 10-m-Turm Vierte, ihre bislang besten Einzelresultate bei Weltmeisterschaften. Die Bronzemedaille gewann Benfeito mit Filion im 10-m-Synchronspringen bei den Commonwealth Games 2006 in Melbourne und mit ihrer früheren Partnerin Kelly MacDonald im 3-m-Synchronspringen bei den Panamerikanischen Spielen 2007 in Rio de Janeiro. Bei den Panamerikanischen Spielen 2011 in Guadalajara errang Benfeito Bronze im Einzel vom Turm und Silber mit Filion im 10-m-Synchronspringen. Bei den Olympischen Sommerspielen 2016 in Rio de Janeiro gewann sie im 10-m-Bewerb eine weitere Bronzemedaille.
Benfeito gewann 2009 erstmals ein Wettbewerb im Rahmen des FINA-Diving-Grand Prix. Sie ist mehrfache Kanadische Meisterin.